# William Horatio Bates
William Horatio Bates, médico, nasceu em Newark, Nova Jérsia, em 23 de Dezembro de 1860.
Graduou-se A.B. na Universidade de Cornell em 1881 e diplomou-se em medicina em 1885.

## Biografia
Estabelecendo-se na cidade de Nova Iorque, serviu durante algum tempo como assistente clínico no Hospital de Olhos e Ouvidos de Manhattan (Manhattan Eye and Ear hospital e como médico no hospital de Bellevue, 1886-88, no New York Eye Infirmary, no Northern Dispensary e no Northeastern Dispensary, 1886-98.
Também foi instrutor em oftalmologia no Nova Iorque Post-Graduate, escola médica e hospital, 1886-91.
Inicialmente, Bates se dedicou aos vários órgãos da cabeça, mas finalmente voltou sua atenção aos olhos.
Ele restringiu seus compromissos hospitalares em 1896 e durante vários anos se ocupou de suas pesquisas. Depois de trabalhar durante vários anos no Grand Forks, N. Dak., ele voltou a Nova Iorque e atendeu como médico no hospital do Harlem 1907-22.
Em suas pesquisas Bates provou experimentalmente que a fixação normal do olho é central, mas nunca estacionária, e a técnica desenvolvida por ele por tratar visão imperfeita sem o uso de óculos é baseada neste princípio.
Do ponto de vista fisiológico, esta era a técnica mas a aplicação prática da teoria psicológica do campo da consciência que é predicado do ponto de focalização foi cercado por um mundo crescente de incertezas.
Este método desenvolvia a fixação central, treinando o paciente na dupla arte de relaxar e focalizar os olhos.
Enquanto fazia seus experimentos, desenvolveu um método de fotografar o olho e revelar as mudanças da curvatura de superfície durante o funcionamento do olho.
Este trabalho é demonstrado em "A Study of Images Reflected from the Cornea, Iris, Lens, and Sclera" (N.Y. Med. Jour., 18 de maio de 1918).
Suas pesquisas sobre a influência da memória na função visual são descritas em "Memory as an Aid to Vision" (N.Y.Med. Jour., 24 de maio de 1919).
Em 1894, enquanto buscava determinar o efeito terapêutico dos princípios ativos das glândulas indúcteis no olho, descobriu a propriedade hemostática do extrato aquoso da glândula supra-renal, depois comercializada como Adrenalin. Em 1896 anunciou esta descoberta na New York Academy of Medicine. Em 1886, introduziu uma nova operação para o alívio da surdez persistente que consistia em perfurar ou cortar a membrana timpânica. Em 1919, Bates publicou com seus próprios recursos, o livro "Perfect Eyesight Without Glasses - Visão Perfeita Sem Óculos", expondo suas teorias que eram em sua maior parte contrárias à prática oftalmológica estabelecida.
Também escreveu artigos que descrevem os seus métodos. Era membro do New York State Medical Society e afiliado da Dutch Reformed Church.
Bates era apaixonado por competições esportivas, especialmente por tênis, esporte no qual ganhou vários prêmios, sendo campeão estadual enquanto morava em Dakota do Norte. Era um grande corredor, ganhando prêmios ainda com a idade de 58 anos. Bates era um homem quieto, modesto, um estudante sério de literatura e astronomia, e tinha grande afeto por crianças.